# Ewangelia społeczna
Ewangelia społeczna (ang. Social Gospel) – nurt teologiczny i ruch społeczno-religijny w protestanckim chrześcijaństwie, który rozwinął się pod koniec XIX i na początku XX wieku, przede wszystkim w Stanach Zjednoczonych i Kanadzie. Zwolennicy ewangelii społecznej dążyli do zastosowania zasad chrześcijańskich w rozwiązywaniu problemów społecznych, takich jak ubóstwo, warunki pracy, edukacja, alkoholizm, przestępczość czy wojna.

## Historia
Ruch ewangelii społecznej rozwinął się w Stanach Zjednoczonych w latach 70. XIX wieku i osiągnął szczyt popularności na przełomie XIX i XX wieku, szczególnie w okresie od około 1870 do 1920. Zwolennicy ruchu interpretowali ideę Królestwa Bożego nie tylko jako rzeczywistość duchową i indywidualną, lecz także jako cel społeczny, wymagający aktywnego zaangażowania na rzecz sprawiedliwości i poprawy warunków życia w uprzemysłowionym społeczeństwie.
Ewangelia społeczna była szczególnie rozpowszechniona wśród liberalnych duchownych protestanckich, takich jak Washington Gladden i Lyman Abbott. Znaczący wpływ na rozwój i popularność ruchu miały także dzieła pisarzy i teologów, m.in. Charlesa Sheldona, autora powieści In His Steps: What Would Jesus Do? (1896), oraz Waltera Rauschenbuscha, autora Christianity and the Social Crisis (1907), który był jednym z głównych ideologów nurtu.
Do głównych postulatów ewangelii społecznej należały reformy pracy: likwidacja pracy dzieci, wprowadzenie krótszego tygodnia pracy, zapewnienie godziwego wynagrodzenia oraz regulacje dotyczące warunków pracy w fabrykach. Ruch odegrał istotną rolę w kształtowaniu opinii publicznej i przygotowaniu gruntu pod reformy społeczne wprowadzone w latach 30. XX wieku, zwłaszcza w ramach Nowego Ładu prezydenta Franklina D. Roosevelta, który częściowo zrealizował wiele postulatów ewangelii społecznej poprzez rozwój związków zawodowych i nowe ustawodawstwo pracy.

## Założenia i cele
Główne założenia ruchu opierały się na przekonaniu, że chrześcijaństwo powinno aktywnie wpływać na życie społeczne, dążąc do sprawiedliwości, solidarności i poprawy warunków życia, szczególnie osób marginalizowanych. Kluczową rolę przypisywano reformie pracy i poprawie jakości życia najuboższych warstw społeczeństwa. Według przedstawicieli ewangelii społecznej chrześcijaństwo miało wymiar praktyczny i społeczne działanie było wyrazem autentycznej wiary.

### Kontekst teologiczny
Teologicznie, ruch był silnie związany z liberalnym protestantyzmem i postmillenaryzmem – przekonaniem, że Królestwo Boże zostanie ustanowione na ziemi przed powtórnym przyjściem Chrystusa, dzięki postępującej moralnej i społecznej przemianie ludzkości. W związku z tym, mniejszy nacisk kładziono na tradycyjne doktryny, takie jak grzech pierworodny, sąd ostateczny czy zbawienie jednostki, a większy – na reformę społeczną i poprawę jakości życia.
Walter Rauschenbusch tak opisywał ewengelię społeczną:

Ewangelia społeczna jest starym, lecz poszerzonym i zintensyfikowanym przekazem dotyczącym zbawienia. Indywidualistyczna ewangelia nauczyła nas dostrzegania grzesznej natury (sinfulness) każdego ludzkiego serca i napełniła nas wiarą w wolę i moc Boga zbawiającego każdą duszę, która zmierza ku Niemu. Jednakże nie przyniosła nam adekwatnego zrozumienia grzesznej natury (sinfulness) porządku społecznego i jego udziału w grzechach żyjących w jego ramach jednostek. Nie pobudziła też wiary w wolę i moc Boga mogącego wybawić istniejące od dawna instytucje społeczne od odziedziczonej winy będącej rezultatem ucisku i wyzysku.

### Dziedzictwo
Ewangelia społeczna wywarła istotny wpływ na rozwój organizacji charytatywnych, programów edukacyjnych i ruchów reformatorskich. Była również ważnym impulsem dla powstania nowoczesnych nurtów teologii zaangażowanej społecznie, takich jak teologia wyzwolenia. Równocześnie była przedmiotem intensywnej debaty wewnątrz samego chrześcijaństwa – dotyczącej równowagi między duchową a społeczną misją Kościoła.